# Luke McKenzie (triatleta)
Luke McKenzie (Taree, 26 de julio de 1981) es un deportista australiano que compitió en triatlón. Ganó una medalla de plata en el Campeonato Mundial de Ironman de 2013.

## Palmarés internacional
| Campeonato Mundial | Campeonato Mundial     | Campeonato Mundial | Campeonato Mundial |
| Año                | Lugar                  | Medalla            | Prueba             |
| ------------------ | ---------------------- | ------------------ | ------------------ |
| 2013               | Hawái (Estados Unidos) | Medalla de plata   | Individual         |